# SG Guitar Hero
La SG Guitar Hero è una periferica a forma di chitarra.

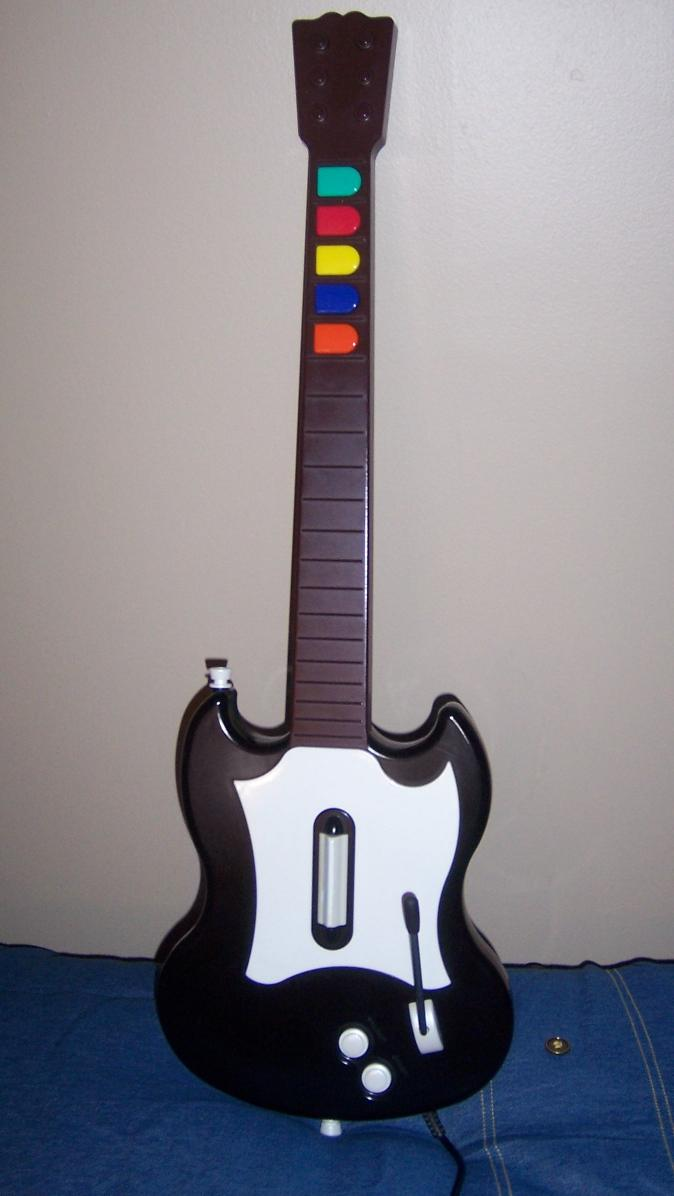
Il controller a forma di Gibson SG, una riproduzione in scala 1:2 rispetto alla chitarra originale

## Tecnologia
Prodotta da Activision e lanciata sul mercato nel 2006 in aprile, è stata progettata per la serie Guitar Hero (nonostante si possa usare anche un normale DualShock per PlayStation 2), disegnata sul modello della chitarra Gibson SG. In America altri costruttori hanno realizzato controller analoghi replicanti altre chitarre realmente esistenti ma sono rimaste tutte confinate sul solo suolo Americano. I capitoli successivi della serie hanno visto altri controller-chitarra di forme diverse e con caratteristiche più avanzate ma il funzionamento di base è sempre il medesimo.
In aggiunta ai normali pulsanti "start" e "select", la chitarra ha cinque pulsanti colorati sul manico (verde, rosso, giallo, blu e arancione in ordine decrescente), una barra per simulare il suono delle corde, e una barra per il vibrato.
All'interno del controller sono presenti dei sensori di movimento che rilevano la posizione verticale della chitarra per l'utilizzo dello Star Power (vedi Funzionamento).

## Funzionamento
Per suonare le note che scorrono su schermo il giocatore deve tenere premuto il pulsante del manico corrispondente e premere la barra della pennata. Vi è poi una seconda barra che è quella del vibrato che serve per variare l'effetto sulle note lunghe.
La terza caratteristica di questa tipologia di controller sono i già citati sensori di movimento, che nell'economia del gioco servono ad attivare dei bonus particolari.

## Analogie con Guitar Freaks
Lo stile di gioco di Guitar Hero ricalca quello di Guitar Freaks, altro videogioco musicale mai uscito dal territorio giapponese; questo, esattamente come Guitar Hero si basava sulla possibilità di suonare un controller a forma di chitarra che funzionava in maniera del tutto analoga all'SG Controller, con le differenze che i tasti sul manico sono 3 invece che 5 e che il controller di Guitar Freaks non ha la leva del vibrato. L'SG Controller di Guitar Hero può essere utilizzato per giocare ai titoli della serie Guitar Freaks.

## Gli altri modelli della serie Guitar Hero e quelli della serie Rock Band
Durante il lancio dei primi due capitoli della serie venne immessa in commercio una chitarra-controller ufficiale che non replicava nessuna chitarra esistente che aveva la caratteristica di essere wireless; la stessa caratteristica venne ripresa su Guitar Hero II quando venne convertito per Xbox 360 ma solo nella versione stand alone mentre la versione dei bundle era ancora con il cavo; il controller replicava la forma della Gibson Explorer e aveva la caratteristica di avere il manico più piccolo.
Con il lancio di Guitar Hero III: Legends of Rock ci fu un ulteriore cambiamento: il controller replicava la Gibson Les Paul, aveva un design più realistico e proporzionato e, oltre a riproporre la tecnologia wireless, proponeva anche la novità del manico smontabile per poterla trasportare più facilmente; inoltre era stata aggiunta la possibilità di cambiare il faceplate con altre di vario tipo. La successiva espansione dedicata agli Aerosmith allegava la medesima chitarra ma con un faceplate dedicato per l'appunto al combo americano. Sia per Guitar Hero III: Legends of Rock che per Guitar Hero: Aerosmith le rispettive versioni per PlayStation 2 prevedevano un controller dalle analoghe caratteristiche ma replicanti il design estetico della Kramer Striker.
Successivamente la scissione tra la Harmonix Music Systems e la RedOctane portò quest'ultima a formare un nuovo franchise analogo che fu la serie di Rock Band la quale poté contare su un controller replicante il design della Fender Stratocaster: il funzionamento era sempre lo stesso ma questo controller-chitarra presentava la novità di una serie di tasti alla base del manico che "doppiavano" quelli presenti in cima e che erano stati realizzati per fare gli assoli; la loro pressione non richiedeva l'utilizzo della barra della pennata in quanto erano già "pennati" automaticamente.
All'uscita del successivo Guitar Hero World Tour la Neversoft -che nel frattempo aveva preso il posto di Harmonix al timone della serie- realizzò un nuovo controller che ricopiava questa caratteristica ma sostituendo i 5 tasti con un touchpad.

## Reperibilità
Il modello replicante la Gibson SG è reperibile solo per PlayStation 2 mentre i modelli dell'analogo funzionamento ma riproducenti chitarre di forme diverse sono disponibili anche per PlayStation 3, Xbox 360, Wii e personal computer.